# لوییس آرکونادا
لوییس آرکونادا (به اسپانیایی: Luis Arconada) بازیکن فوتبال اهل اسپانیا است که از سال ۱۹۷۷ تا ۱۹۸۵ میلادی عضو تیم ملی فوتبال اسپانیا بوده و در ۶۸ بازی ملی حضور داشته‌است.